# Hrubé národní štěstí
Hrubé národní štěstí (HNŠ, anglicky gross national happiness, GNH) je koncept, který se snaží vyjádřit míru kvality lidského života a rozvoje společnosti pomocí obecnějšího ukazatele, než jakým je hrubý domácí produkt.
Pojem hrubé národní štěstí byl poprvé použit roku 1972 v rozhovoru pro deník Financial Times, ve kterém tehdejší bhútánský král Džigme Singjä Wangčhug (Jigme Singye Wangchuck) řekl: „Hrubé národní štěstí je důležitější než hrubý domácí produkt.“ Tímto konceptem se řídí vláda v Bhútánu. Má pomoci k vytváření takové ekonomiky země, která by byla v souladu s místní kulturou založenou na buddhismu.
Od roku 2004 pořádá Centrum bhútánských studií každoroční mezinárodní konferenci zabývající se hrubým národním štěstím.
Dne 18. června 2008 bylo HNŠ zavedeno jako oficiální cíl vlády v bhútánské ústavě.
V roce 2011 Valné shromáždění OSN schválilo nezávaznou rezoluci, ve které naléhalo na jednotlivé členské státy, aby následovaly příklad Bhútánu a začaly s měřením míry štěstí a kvality lidského života. Štěstí bylo označeno za „základní lidský cíl“.
V roce 2012 předseda vlády Bhútánu Jigme Thinley a tehdejší generální tajemník OSN Pan Ki-Mun (Ban Ki Moon) svolali tzv. High level meeting (schůzi na vysoké úrovni; pozn. autora), na které byla vydaná první zpráva o úrovní štěstí ve světě (World happiness report). Krátce na to byl 20. březen vyhlášen Mezinárodním dnem štěstí.
Poté, co se předsedou bhútánské vlády stal Tsherig Tobgay, vyhlásil, že je potřeba zaměřit se na konkrétnější cíle, než je samotná propagace HNŠ, následně však změnil názor a prohlásil, že je třeba koncept HNŠ chránit a začal ho spolu s ostatními bhútánskými úředníky celosvětově propagovat.

## Definice
HNŠ se od hrubého domácího produktu odlišuje hodnocením kolektivního štěstí jako vládního cíle. Zaměřuje se na tradiční hodnoty a harmonii s přírodou, tak jak je to popsáno v 9 oblastech štěstí a 4 pilířích HNŠ.

Tyto 4 pilíře jsou: 
1. udržitelný a spravedlivý sociálně-ekonomický rozvoj
2. ochrana životního prostředí
3. zachování a šíření tradiční kultury
4. dobrá vláda
Mezi 9 oblastí HNŠ patří duševní pohoda, dobré zdraví, správné využití času, vzdělání, kulturní různorodost, dobrá vláda, vitalita komunity, ekologická diverzita a životní standard. Každá oblast se skládá ze subjektivních a objektivních indikátorů. Všechny oblasti mají stejnou váhu, ale jednotlivé indikátory v rámci konkrétních oblastí mají váhu různou.

## Realizace HNŠ v Bhútánu
Komise pro hrubé národní štěstí (dále jen Komise HNŠ) je pravidelně pověřena realizací konceptu HNŠ v Bhútánu. Skládá se z tajemníků každého ministerstva, předsedy vlády a tajemníka Komise HNŠ. Úkoly této komise zahrnují vypracování a realizování pětiletého národního plánu a vyhlašování nové politiky. Index HNŠ se používá k měření štěstí a blahobytu obyvatel Bhútánu. „GNH Policy Screening Tool” a „GNH Project Screening Tool” jsou ukazatele, kterých využívá Komise HNŠ k rozhodnutí, zda je třeba nějaká změna v oblasti politiky nebo zda realizovat různé projekty. „GNH Screening Tools” (monitorovací nástroje HNŠ; pozn. autora) jsou používány bhútánskou komisí pro předvídání dopadu politických iniciativ na úroveň hrubého národního štěstí v Bhútánu.
V roce 2008 byl proveden první průzkum HNŠ. V roce 2010 následoval druhý. Třetí celostátní průzkum byl proveden v roce 2015. Průzkum HNŠ zahrnuje všech dvacet okresů (Dzonkhag) a jeho výsledky se liší demografickými faktory, jako je pohlaví, věk, bydliště a povolání. První průzkumy se skládaly z dlouhých dotazníků, které se ptaly občanů na otázky ohledně životních podmínek (živobytí) a náboženského chování, včetně otázek kolikrát a kdy se přes den modlí a také na záležitosti týkající se karmy. Vyplnění jednoho dotazníku mohlo trvat i několik hodin. Pozdější průzkumy HNŠ byly zkráceny, ale otázky o náboženském chování byly zachovány.
Bhútánský index HNŠ byl vytvořen Centrem pro studium Bhútánu za pomoci výzkumníků z Oxfordské univerzity, aby pomohl měřit pokrok bhútánské společnosti. Existují však i jiné nástroje schopné měřit společenský pokrok. Například „Gross National Well-being” (hrubé národní blaho; pozn. autora) z roku 2005, „OECD Better Life Index” (index lepšího života; pozn. autora) z roku 2011 a „SPI Social Progress Index” (index sociálního pokroku; pozn. autora) z roku 2013. Jeden odlišující rys bhútánského indexu HNŠ však je, že ostatní modely jsou určeny pro světské vlády a nezahrnují do sebe náboženské chování.
Výsledná data se používají ke srovnání štěstí mezi různými skupinami občanů a ke zjištění změn v průběhu času.

## Rozšíření HNŠ mimo Bhútán
V kanadské Victorii ležíčí v provincii Britská Kolumbie byla využita kratší verze bhútánského průzkumu HNŠ. Místní vlády, nadace a vládní agentury pod vedením Marthy a Michaela Pennocka ho použily ke zhodnocení populace ve Victorii.
Ve městě São Paulo v Brazílii použila Susan Andrews prostřednictvím její organizace Future Vision Ecological Park v některých oblastech koncept bhútánského HNŠ na úrovni menších občanských komunit.
V Seattlu ve Spojených státech byla také využita verze indexu HNŠ. Rada města a nezisková organizace Sustainable Seattle s její pomocí zhodnotily štěstí a blaho obyvatelstva v oblasti Seattlu. Další města a oblasti v Severní Americe, včetně Eau Claire ve Wisconsinu, Crestonu v Britské Kolumbii a amerického státu Vermont, také využily nějakou verzi indexu HNŠ.
Na univerzitě v Oregonu ve Spojených státech vypracoval Adam Kramer model chování HNŠ, založený na používání pozitivních a negativních slov na sociálních sítích.
V roce 2016 bylo v Thajsku založeno Centrum hrubého národního štěstí. Bývalý král Thajska Bhumibol Adulyadej byl totiž blízkým přítelem jeho bhútánského protějšku Jigmeho Singyeho Wangchucka a pojal obdobnou filozofii týkající se „Sufficiency Economy” - udržitelného hospodářství.
Na Filipínách byl koncept HNŠ podporován různými osobnostmi, zejména filipínským senátorem Lorenem Legardem a bývalou ministryní životního prostředí Ginou Lopezovou. Návrh zákona na podporu hrubého národního štěstí byl dokonce podán ve filipínském senátu a sněmovně reprezentantů.
Mnoho dalších měst, vlád a organizací se po setkání na High Level Meeting v roce 2012 pokouší změřit úroveň štěstí a blahobytu jejich občanů ukazatelem zvaným „Beyond GDP”, který je v mnoha ohledech podobný bhútánskému HNŠ. Patří k nim např. Úřad národních statistik Spojeného království, vláda ve Spojených arabských emirátech a města Somerville ve státě Massachusetts, Bristol a také celá řada společností, které se zabývají metodami udržitelného rozvoje a využívají k tomu některé postupy HNŠ.
Hrubé národní štěstí je také propagováno ve Spojených státech organizací GNHUSA - „Gross National Happiness USA”. Společnost GNHUSA se sídlem ve Vermontu je neziskovou organizací, která si klade za cíl zvýšit úroveň osobního štěstí a kolektivního blahobytu tím, že změní způsob, jak Spojené státy měří svůj pokrok a úspěch. Společnost vznikla poté, co se Linda Wheatleyová z Montpelier ve Vermontu zúčastnila „Annual Gross National Happiness Research Conference” - výroční konference o ročním národním štěstí v roce 2008 v Thimphu v Bhútánu. Wheatley se vrátila do Vermontu odhodlaná představit podrobnosti o HNŠ pro širokou veřejnost v USA. Po založení neziskové organizace na jaře 2009 se její představitelé zúčastnili páté mezinárodní výzkumné konference o HNŠ v Brazílii v listopadu 2009 a v červnu 2010 uspořádali první konferenci o hrubém národním štěstí a dalších alternativních ukazatelích v Champlain, na univerzitě v Burlingtonu ve Vermontu. V květnu roku 2012 zorganizovala GNHUSA společně se sponzory konferenci Measure What Matters (Měřit to, co má smysl; pozn. autora), budující spolupráci s datovými experty ve Vermontu. Guvernér Vermontu prohlásil den 13. dubna (na narozeniny prezidenta Jeffersona) za „Pursuit of Happiness Day” (Den honby za štěstím; pozn. autora) a stal se prvním státem v USA, který přijal legislativu umožňující vývoj alternativních ukazatelů a nabídl pomoc při vytváření této nové politiky. GNHUSA spolupracuje s Vermont Data Center a provádí pravidelné výzkumy o blahu ve státě, jako vzor pro jiné státy a obce. Organizace také úzce spolupracuje se společností Happiness Alliance na shromažďování online dat HNŠ, sbíraných podle bhútánského HNŠ. V roce 2017 společně začaly vytvářet pobočky ve všech 50 státech, aby spolupracovaly s místními samosprávami a institucemi v oblasti zkvalitnění životních podmínek, počínaje Wisconsinem a Severní Karolínou. Organizace také pravidelně oslavuje Mezinárodní den štěstí, který byl Spojeným královstvím vyhlášen na 20. března, jako příležitost k diskusi o koncepcích blahobytu s ostatními na „Happiness Dinners” (večeřích štěstí; pozn. autora) po celé zemi.
Od 25. srpna 2012 společnost Gross National Happiness USA nárazově provádí celostátní výzkumný projekt The Happiness Walk (pochod štěstí; pozn. autora), kterého se účastní členové správní rady GNHUSA a její stoupenci. Na první etapě dva členové rady GNHUSA ušli 594 mil, od Vermontu až do Washingtonu D.C. Pochod byl obnoven 1. března 2018 a vedl pěšky z Petaluma v Kalifornii do Seattlu ve státě Washington. Zúčastnění lidé po cestě dělali rozhovory, shromažďovali odpovědi do průzkumů a představovali koncept HNŠ. GNHUSA rovněž vyhlašuje a prosazuje „Charter for Happiness” (charta štěstí; pozn. autora), která k 7. květnu 2018 měla 469 signatářů.

## Kritika
Hrubé národní štěstí bylo kritiky několikrát označeno za nástroj propagandy, který využívá bhútánská vláda, aby odvedla pozornost od porušování lidských práv a snahy o vyhnání etnických Nepálců ze země.
První bhútánská vláda byla demokraticky zvolena v roce 2008. Předtím probíhalo „očištění” Bhútánu od hinduistických Nepálců a všeobecně od nebuddhistického obyvatelstva z důvodu kulturního zachování HNŠ. Podle nevládní organizace Human Rights Watch, která zdokumentovala situaci v Bhútánu, bylo ze země vyhnáno více než 100 000 osob nepálského původu a hinduistického vyznání, což představuje 1/6 populace tohoto státu, z důvodu neschopnosti integrace do bhútánské buddhistické kultury. Organizace Refugee Council of Australia uvedla, že: „Je zvláštní a šokující, že jeden stát může vyhnat šestinu své populace a jeho reputace zůstane nedotčená. Bhútánská vláda by neměla být známá pro hrubé národní štěstí, ale pro hrubé národní pokrytectví”.
Někteří výzkumníci uvedli, že bhútánská filozofie HNŠ se stala za poslední dekádu přispěním západních a demokratických vlivů víc demokratická a otevřenější. Proto by bylo mnohem více historicky přesné, kdyby se právě tato změna označila za klíčovou událost v chápání HNŠ, protože současné chápání HNŠ se liší od filozofie, kterou prosazoval tehdejší bhútánský král. Další pohledy na HNŠ tvrdí, že je to postup rozvoje a vzdělávání a ne cíl nebo konečné stádium společnosti, a že Bhútán sa snaží zvednout úroveň štěstí jeho obyvatel a HNŠ slouží jako nástroj měření této snahy.
Další kritika sa zaměřuje na životní standard v Bhútánu. Článek uveřejněný v roce 2004 v magazínu The Economist tvrdí, že: „Bhútánské království není místo jako z pohádek. Je to místo ve kterém žije přibližně 900 000 obyvatel, z nichž většina v chudobě.” Jiná kritika se zmiňuje o zvýšení míry korupce, šíření chorob jako je AIDS nebo tuberkulóza, gangových násilností, násilností vůči ženám a menšinám, nedostatku jídla a léků a dalších ekonomických problémů.